# گورتی دونیر
گورتی دونیر (انگلیسی: Goretti Donaire؛ زادهٔ ۱۷ اوت ۱۹۸۲) بازیکن فوتبال اهل اسپانیا است.
از باشگاه‌هایی که در آن بازی کرده‌است می‌توان به باشگاه فوتبال زنان بارسلونا اشاره کرد.